# Cielo e inferno
Cielo e inferno è un libro scritto in latino dal mistico e teologo svedese Emanuel Swedenborg e pubblicato nel 1758. Esso Fornisce una descrizione dettagliata dell'aldilà e come vivono le persone dopo la morte del corpo fisico. Il libro deve il suo fascino popolare proprio a questo argomento. 

## Introduzione
Swedenborg alcune delle cose che afferma di aver sperimentato sono che ci sono ebrei, musulmani e persone di epoca precristiana (" pagani " come romani e greci) in paradiso. Afferma, inoltre, di aver parlato con coppie di angeli sposati dell'Età dell'Oro che erano felici in paradiso da migliaia di anni.  La questione fondamentale della vita, dice, è che l'amore di sé o del mondo spinge verso l'Inferno, e l'amore di Dio e dei prossimi spinge verso il Paradiso.
Swedenborg scrisse del Cielo e dell'Inferno basandosi su ciò che disse fosse una rivelazione di Dio. Secondo Swedenborg, Dio è l'amore stesso e intende che tutti vadano in paradiso. Questo era il Suo scopo per la creazione. Pertanto, Dio non è mai arrabbiato, dice Swedenborg, e non getta nessuno all'Inferno. L'apparenza di Lui arrabbiato con i malfattori era consentita a causa del livello primitivo di comprensione delle persone nei tempi biblici. Nello specifico, il santo timore era necessario per evitare che gli uomini di quei tempi sprofondassero irrimediabilmente nelle conseguenze dei loro mali. L’idea del santo timore era in linea con la verità fondamentale che anche loro potevano capire, che tutto viene da Geova.  Nel senso interiore, spirituale della Parola, però, rivelato nelle opere di Swedenborg, Dio può essere visto chiaramente per la Persona amorevole che Egli realmente è.

## Alcuni insegnamenti base

### Dio è Uno
Cielo e Inferno si apre con un'affermazione riguardanti l' Antico e il Nuovo Testamento (ad esempio: Deuteronomio 6:4, Isaia 44:6, 45: 14, 21, Marco 12: 29,32, Giovanni 1:18 , Apocalisse 11:17) e la rivelazione di Swedenborg (ad esempio che esiste un Dio ed Egli è uno. Se Dio è onnipotente, deve essere uno. È contraddittorio affermare che esiste più di un essere onnipotente. 

### Angeli
Swedenborg descrive in dettaglio una vita dopo la morte che consiste in esperienze reali in un mondo per molti aspetti basilare abbastanza simile al mondo naturale. Secondo Swedenborg, gli angeli in cielo non hanno un'esistenza eterea o effimera ma godono di una vita attiva. di servizio agli altri. Dormono e si svegliano, amano, respirano, mangiano, parlano, leggono, lavorano, giocano e adorano. Vivono una vita genuina in un vero corpo e mondo spirituale.
Secondo Swedenborg, noi nel mondo naturale possiamo vedere gli angeli solo quando i nostri occhi spirituali sono aperti. Ciò corrisponde a molti esempi nell'Antico Testamento e nel Nuovo Testamento (Matteo 18, Luca 2:14, Matteo 17, Luca 24, Apocalisse 1:10). Swedenborg ricevette la sua rivelazione attraverso lo stesso processo in cui Dio aprì i suoi occhi spirituali.
L'intero ambiente di un angelo,  vestiti, case, città, piante, ecc., è ciò che Swedenborg chiama corrispondenze. In altre parole, il loro ambiente riflette spiritualmente, e quindi "corrisponde", lo stato mentale dell'angelo e cambia man mano che cambia lo stato dell'angelo.
Swedenborg scrive che gli angeli non hanno potere proprio. Il potere di Dio opera attraverso gli angeli per trattenere gli spiriti maligni, un angelo è in grado di frenare mille di questi spiriti tutti in una volta. Gli angeli esercitano il potere di Dio principalmente nel difendere le persone dall'inferno. Swedenborg è esplicitamente chiaro sul fatto che gli angeli non hanno alcun potere proprio, non accettano né amano ricevere ringraziamenti né accettare alcun credito. [
Nel mondo cristiano si crede che all'inizio furono creati angeli e diavoli in cielo, e anche che il diavolo o Satana fosse un angelo di luce, ma essendosi ribellato fu abbattuto con la sua banda, e così si formò l'inferno. Swedenborg afferma che, al contrario, ogni angelo o diavolo iniziò la vita come abitante della razza umana.  In altre parole, non ci sono angeli o demoni che non fossero prima persone sulla Terra.
I bambini che muoiono vanno direttamente in paradiso, dove vengono allevati da madri angeliche. 

### Uomini e donne
Gli angeli sono uomini e donne in ogni dettaglio proprio come lo erano qui sulla terra, solo che sono spirituali e quindi più perfetti. La congiunzione spirituale di marito e moglie è quindi alla base del vero matrimonio in questo mondo e nell'altro.
Gli stati del vero amore matrimoniale sono l'innocenza, la pace, la tranquillità, l'amicizia intima, la piena fiducia e il desiderio condiviso dalla disposizione e dal cuore di ciascuno di fare all'altro tutto il bene che può. Tutte queste cose danno origine alla beatitudine, alla beatitudine, alla gioia e al piacere, e attraverso la loro eterna felicità celeste.
Swedenborg dice che questo vero amore coniugale era conosciuto nell'antichità ma da allora in gran parte perduto, principalmente a causa della perdita della convinzione che questo amore è eterno e che c'è vita dopo la morte. [

### L'ideale del matrimonio cristiano
Secondo Swedenborg, la vita matrimoniale continua dopo la morte come prima, in accordo con la convinzione istintiva di poeti e amanti le cui rassicurazioni interiori dicono loro che il loro amore supererà la morte e che vivranno e ameranno di nuovo in forma umana. In altre parole, non esiste il “finché morte non ci separi” per le coppie felicemente sposate.
Swedenborg dice anche che il matrimonio cristiano - l'amore di un uomo e una donna - è il più alto di tutti gli amori, la fonte della più grande beatitudine.  «Infatti i matrimoni cristiani in se stessi sono così santi che non esiste nulla di più santo. Sono i seminari della razza umana, e la razza umana è il seminario dei cieli”.
Nei matrimoni celesti nessuno dei due partner cerca di dominare l'altro poiché l'amore per il dominio di uno dei partner elimina la gioia di quel matrimonio.
Gli antichi credevano in una fonte di eterna giovinezza. In cielo il loro sogno si realizza, per coloro che lasciano questo mondo vecchi, decrepiti, malati nel corpo o deformi, rinnovano la loro giovinezza e mantengono la loro vita nel pieno vigore della prima virilità e femminilità.
Swedenborg dice ancora che le coppie che hanno vissuto nell'amore casto del matrimonio cristiano sono più di tutte le altre nell'ordine e nella forma del cielo, e quindi in tutta la bellezza, e continuano incessantemente nel fiore della giovinezza. Le delizie del loro amore sono ineffabili e aumentano nell'eternità. Quali siano le loro delizie esteriori è impossibile descriverle con parole umane. 

### Poligamia
“ Poligamia ” è qui usata per descrivere qualsiasi relazione coniugale tra uomini e donne diversa da quella di un marito con una moglie. Un'ulteriore variante è “Più partner, ma uno alla volta”  (ovvero monogamia seriale). Se fatto per ragioni malvagie, come la lussuria, costituisce “poligamia successiva”.
Swedenborg ha detto nella sua rivelazione che il vero amore matrimoniale cristiano tra un marito e più mogli è impossibile perché la sua origine spirituale, che è la formazione di una mente su due, viene così distrutta. Afferma che l'amore diviso tra più coniugi cristiani non è vero amore matrimoniale, ma lascivia.  Secondo Swedenborg, un cristiano che sposa più di una moglie commette non solo adulterio naturale ma anche adulterio spirituale. Nel senso più alto commettere adulterio significa negare la divinità di Gesù Cristo e profanare la Parola. L'adulterio è un male così grande, dice Swedenborg, "che può essere chiamato stesso diabolismo". Dopo la morte la dannazione dei cristiani poligami è più severa di quella di coloro che hanno commesso solo adulterio naturale.  Nell'altra vita gli adulteri amano la sozzura e vivono in immondi inferni.

### Tempo e spazio nel mondo spirituale
Nell’altro mondo non esistono né il tempo né lo spazio come li intendiamo noi. Entrambi sono sostituiti dal senso dello stato. 

### Il mondo degli spiriti
Il "Mondo degli Spiriti" non deve essere confuso con il "mondo spirituale", che è un termine generale che si riferisce all'intera estensione del Paradiso, dell'Inferno e del Mondo degli Spiriti. L'idea cristiana tradizionale era quella della resurrezione nel Giorno del Giudizio, alla fine della storia. Swedenborg dice che il giudizio avviene nel Mondo degli Spiriti immediatamente dopo la morte di ogni individuo.  Dopo la morte, ci svegliamo nella regione intermedia del mondo spirituale, né in Paradiso né all'Inferno, ma in una neutrale "terra di nessuno" che Swedenborg definisce il "Mondo degli Spiriti".  Qui si perde gradualmente la capacità di fingere e viene fuori il “vero noi” spirituale. La conseguente messa a nudo di se stessi, fino ai pensieri e alle intenzioni più segrete, è il giudizio.  “Non c’è nulla di nascosto che non sarà scoperto, e nulla di segreto che non sarà conosciuto…” (Luca 12:2, 3; Matteo 10:26, Cielo e Inferno, #498). In seguito a questo giudizio il nuovo spirito va in Paradiso o all'Inferno di sua spontanea volontà. Dio non li obbliga. Gli spiriti si riuniscono con coloro che sono simili a loro, sia in Paradiso che all'Inferno. A ogni Spirito vengono concessi angeli e spiriti buoni, sebbene gli spiriti maligni non possano sopportare la loro presenza e quindi se ne vadano. 

### Equilibrio e libero arbitrio spirituale
Secondo Swedenborg, le persone sono mantenute nella libertà spirituale attraverso l'equilibrio tra Paradiso e Inferno.
Allora chi manda le persone in Paradiso o all'Inferno? Nessuno tranne se stessi. Non vi è alcuna indagine sulla loro fede o sulle precedenti affiliazioni alla chiesa, o se furono battezzati, o anche che tipo di vita vissero sulla Terra. Migrano verso uno stato paradisiaco o infernale perché sono attratti dal suo modo di vivere e per nessun altro motivo.
Chiunque può entrare in paradiso. Tuttavia, non appena una persona malvagia inala l'aria, prova un tormento atroce, quindi la evitano rapidamente e fuggono in uno stato/luogo in linea con il loro vero stato. Come dice il vecchio proverbio: “Dove cade l’albero, lì giace”.  L'orientamento spirituale fondamentale di una persona verso il bene o il male non può essere cambiato dopo la morte. Pertanto, uno spirito maligno potrebbe lasciare l'inferno, ma non lo vuole mai. 

### Paradiso
Swedenborg propose che esistessero una molteplicità di cieli, divisi in parti "celesti", "spirituali" e "naturali". In Cielo e Inferno, Swedenborg paragona allegoricamente sia la natura di ciascun paradiso sia l'illuminazione nel cielo di ciascun paradiso rispettivamente al sole, alla luna e alle stelle. Afferma che il sole del cielo celeste e la luna del regno spirituale è il Signore. 

## Fortuna dell'opera
L'opera ha avuto un importante influsso nei secoli successivi. È stata tradotta in diverse lingue, tra cui danese, francese, inglese, hindi, russo, spagnolo, islandese, svedese, serbo e zulu. Importanti figure culturali, sia scrittori che artisti, furono influenzati da Swedenborg, tra cui Jorge Luis Borges, Daniel Burnham, Arthur Conan Doyle, Immanuel Kant, August Strindberg, Helen Keller, Carl Jung e altri.